# 田村欣子
田村 欣子（たむら よしこ、1976年2月6日 - ）は、日本の元女子プロレスラー。東京都江戸川区篠崎町出身。『タムラ様』の愛称と「ケッテー」の一言だけで重要事項を決定してしまうパフォーマンスで有名である。

## 所属
- 全日本女子プロレス（1994年 - 1997年）
- ネオ・レディース（1997年 - 2000年）
- NEO女子プロレス（2000年 - 2010年）

## 経歴・戦歴
1994年
- 9月15日、後楽園ホールにおいて対金山薫戦で全日本女子プロレスからデビュー。全日本女子プロレス時代には、同期の中で最初にタイトルマッチが組まれるなど、将来のエース候補として期待されていた。

1997年
- 全女の経営難から離脱。
- ネオ・レディース（後のNEO女子プロレス）に移籍。

2000年
- 8月24日（現地時間）、アメリカ・アトランティックシティでニコル・バスを下し、NWA女子パシフィック＆NEO認定シングルの二冠王座の初代王者となる。
- 10月13日の板橋産文ホール大会にて、40分6秒の激闘の末元気美佐恵を下し、2度目の二冠王座防衛に成功。

2004年
- 8月14日の後楽園ホール大会にて、「田村欣子31プレイ・チャレンジ・マッチ」と題して、豊田真奈美の30人掛けマッチ（1995年）を超える31人掛けマッチを行う。
- 12月19日の後楽園ホール大会にて、TWA女子王者の田村と二冠王者の元気による三冠統一戦が行われるが、60分時間切れ引き分けに終わる。

2005年
- 5月5日の後楽園ホール大会で、我闘姑娘の中学生レスラー・高橋李佳との対戦が実現。高橋にプロの洗礼を浴びせ、泣かせてしまう。

2006年
- 8月19日、板橋区立グリーンホールにおいて、松尾永遠と組みミッドサマー・タッグトーナメントに優勝する。

2007年
- 7月16日、後楽園ホールにおいて、さくらえみと組み、元気美佐恵、松尾永遠組の保持するNEO認定タッグに挑戦。さくらえみがラ・マヒストラルで元気美佐恵から勝利。田村欣子、さくらえみ組が、第5代NEO認定タッグ王者になる。

2008年
- 8月、NEOとアイスリボンが制作する映画「スリーカウント」（監督：窪田将治）の撮影に参加。その中での出演者から数名を選抜し、チーム「田村プロレス」を結成。「勝利が絶対」という田村流プロレス理論を叩き込む。

2009年
- 5月5日の後楽園ホール大会で、さくらえみを破りNEO統一二冠王者に返り咲く。
- 9月20日のNEO後楽園ホール大会で、NEO統一二冠王座初防衛戦。高橋奈苗を27分35秒、マウントクックからのエビ固めで破り、初防衛成功。
- 12月31日、NEO後楽園ホール大会において、栗原あゆみとのタッグ「☆タムクリ☆」で、高橋奈苗・華名組の保持するNEO認定タッグ王座に挑戦。21分32秒、栗原あゆみが華名へのダブルニーアタックからの押さえ込みで勝利。第12代NEO認定タッグ王者となる。なお、「☆タムクリ☆」は、NEO認定タッグへの4度目の挑戦で戴冠を果たした。

2010年
- 2月14日、NEOラゾーナ川崎大会において、「☆タムクリ☆」でNEO認定タッグ王座の初防衛戦に挑む。挑戦者は、木村響子・中川ともか組。22分21秒、栗原がダブルニーアタックからのエビ固めで木村響子からスリーカウントを奪取。第12代王者としてNEO認定タッグ王座の初防衛に成功。
- 5月5日の後楽園ホール大会で「☆タムクリ☆」は松本浩代・大畠美咲組相手にNEO認定タッグ王座の2度目の防衛に成功。しかしメイン終了後に大晦日の後楽園大会での団体解散、ならびにタニー・マウス、宮崎有妃と共に現役引退することを発表[2]。
- 12月31日、NEO最終興行となる後楽園大会で引退試合を兼ねて栗原とNEOシングル王座13度目の防衛戦。リストクラッチ式裏投げで敗れ王座のまま引退はならなかった。

2011年
- 3月21日、DVD発売を記念してアイスリボン後楽園大会でタニー・宮崎とともにサイン会を行う。
- 4月23日、アロマトリートメントサロンを開店。

2023年
- 1月25日、タニーとともに同年旗揚げの新団体、hotシュシュのスーパーバイザーに就任し、12年ぶりにプロレス界に復帰[3]。

## 得意技
- GUST
- TRS
- パトリオットバスター
- パトリオットボム
- エースクラッシャー
- トモレクラッチ
- マウントクック
- ハンガリー

## タイトル歴
- NWAパシフィック女子&NEO認定シングル王座
- WCW世界女子クルーザー級王座
- AWF世界女子王座
- TWF世界女子王座
- 全日本ジュニア王座
- NEO認定タッグ王座

## 入場テーマ曲
- 「You be so Wrong」 - 全女時代
- 「ギャラクシー・エキスプレス」（国吉良一）

ただし、NEO統一二冠王座戴冠時に限る